# Jamaica-Van Wyck
Jamaica-Van Wyck (IPA: /væn_ˈwɪk/) è una stazione della metropolitana di New York situata sulla linea Archer Avenue. Nel 2019 è stata utilizzata da 1 412 179 passeggeri. È servita dalla linea E, attiva 24 ore su 24.

## Storia
La stazione fu aperta l'11 dicembre 1988, insieme al resto della linea Archer Avenue.

## Strutture e impianti
La stazione è sotterranea, ha due livelli ed è posta al di sotto della Van Wyck Expressway. Il livello inferiore ha una banchina ad isola e due binari, quello superiore funge da mezzanino e ospita le scale e gli ascensori per accedere alla banchina, i tornelli e le uscite per il piano stradale, una scala e un ascensore portano all'incrocio con 89th Avenue, una scala a quello con Jamaica Avenue.

## Interscambi
La stazione è servita da alcune autolinee gestite da MTA Bus e NYCT Bus.
- Fermata autobus